# Bucine
Bucine – miejscowość i gmina we Włoszech, w regionie Toskania, w prowincji Arezzo.
Według danych na styczeń 2009 gminę zamieszkiwało 10 037 osób przy gęstości zaludnienia 76,6 os./1 km².

## Współpraca
Miejscowość partnerska:
- Bièvre, Belgia